# Microgomphus jannyae
Microgomphus jannyae là loài chuồn chuồn trong họ Gomphidae. Loài này được Legrand miêu tả khoa học đầu tiên năm 1992.